# Koran
Koran (arabsko: أَلْقُرآن, al-qurʾān) je sveta knjiga islama. Napisan je v arabščini. 
Muslimani verujejo, da je Koran čista božja beseda in vrh božjega razkrivanja ljudem. Prek nadangela Gabrijela naj bi Koran bog Alah 22 let razodeval preroku Mohamedu. Torej je avtor Korana Alah in ne Mohamed, če je Alah razodeval Mohamedu. Koran sestavlja 114 sur (poglavij) s skupno 6.236 ajati (verzi). Vsebuje številne zgodbe, ki jih vključuje tudi Biblija. Adam, Noe, Abraham, Mojzes, Jezus Kristus, Marija in Janez Krstnik so v Koranu prikazani kot preroki. 
Prevodi Korana v druge jezike se ne štejejo za prave svete knjige. Pred dotikanjem korana se mora vernik simbolično umiti, obstajajo pa tudi druga pravila za rokovanje s to knjigo.    